# Josef Grünwald

Wappen von Josef Grünwald

Josef Michael Grünwald (* 22. August 1936 in Augsburg) ist ein römisch-katholischer Geistlicher, emeritierter Weihbischof im Bistum Augsburg und ehemaliger Dompropst. Er übte zweimal das Amt des Diözesanadministrators aus.

## Leben
Von 1954 bis 1956 studierte Grünwald Philosophie an der Philosophischen Hochschule der Benediktiner in St. Stephan in Augsburg und anschließend von 1956 bis 1960 Katholische Theologie in Dillingen. Am 22. Februar 1959 wurde er zum Diakon und am 29. Mai 1960 durch Bischof Joseph Freundorfer zum Priester geweiht.
Zwischen 1960 und 1961 war er Aushilfspriester in Welden. Von 1961 bis 1964 war er zudem Stadtkaplan in St. Max, Augsburg. Von 1964 an war er für zwei Jahre Domkaplan in Augsburg. Am 3. Oktober 1966 erfolgte seine Ernennung zum Domvikar und Sekretär des Generalvikars. Ab März 1975 war er Präses des Augsburger Wallfahrervereins. Am 1. Januar 1981 wurde er zum Ordinariatsrat und Stellvertreter des Generalvikars ernannt. Am 1. November 1982 folgte die Ernennung zum Domkapitular. Die Ernennung zum Summus Custos der Kathedrale in Augsburg erfolgte am 8. Mai 1986. Im Oktober 1989 wurde er Leiter des Personalreferates im Bischöflichen Ordinariat und Referent für Öffentlichkeitsarbeit.
Am 1. November 1993 erfolgte seine Ernennung zum Domdekan, bevor er am 21. Februar 1995 zum Weihbischof in Augsburg und zum Titularbischof von Fronta durch Papst Johannes Paul II. ernannt wurde. Am 18. März 1995 erfolgte seine Bischofsweihe durch Bischof Viktor Josef Dammertz OSB. Mitkonsekratoren waren der Augsburger Altbischof Josef Stimpfle und Weihbischof Rudolf Schmid. Sein Wahlspruch lautet: „Testificari Evangelium Gratiae Dei“ („Das Evangelium von der Gnade Gottes bezeugen“). Bischof Dammertz ernannte Josef Grünwald zum Bischofsvikar für den sozial-caritativen Bereich in der Diözese Augsburg. Im März 1995 wurde er Mitglied der publizistischen Kommission der Deutschen Bischofskonferenz sowie der Caritaskommission der Deutschen Bischofskonferenz. Am 1. September 1996 wurde er zum Dompropst ernannt. Am 15. Januar 1999 folgte die Ernennung zum Bischofsvikar für Kirche und Kultur.
Von Juni 2004 bis zum 1. Oktober 2005 war er Diözesanadministrator, bis Bischof Walter Mixa die Nachfolge des emeritierten Bischof Viktor Josef Dammertz antrat.
Am 8. Mai 2010 (also am selben Tag, an dem der Papst das Rücktrittsangebot von Bischof Walter Mixa annahm) wählte das Augsburger Domkapitel Grünwald erneut zum Diözesanadministrator für die Zeit der Sedisvakanz, die mit der Ernennung von Konrad Zdarsa zum Bischof im Oktober 2010 endete. Grünwald wandte sich sofort nach seiner Wahl mit einem offenen Brief an Mitbrüder, kirchliche Mitarbeiter und Gläubige. 
Am 4. Oktober 2011 nahm Papst Benedikt XVI. das von Josef Grünwald aus Altersgründen vorgebrachte Rücktrittsgesuch vom Amt des Weihbischofs im Bistum Augsburg an.

## Auszeichnungen
- 2006: Bundesverdienstkreuz (1. Klasse)
- 2009: Bayerischer Verdienstorden